# The Return of the Space Cowboy
Albums de Jamiroquai
Emergency on Planet Earth
(1993) Travelling Without Moving
(1996)
Singles
1. Space Cowboy (en)
Sortie : 26 septembre 1994
2. Half the Man (en)
Sortie : 7 novembre 1994
3. Light Years (en)
Sortie : 20 février 1995
4. Stillness in Time (en)
Sortie : 19 juin 1995

The Return of the Space Cowboy est le deuxième album du groupe britannique Jamiroquai. Il est sorti le 17 octobre 1994 en Grande-Bretagne et le 9 mai 1995 aux États-Unis. 
L'album poursuit la direction musicale de leur premier album, Emergency on Planet Earth (1993), et se caractérise par une écriture complexe. Il s'est classé à la deuxième place au Royaume-Uni et a été certifié disque de platine dans ce pays. The Return of the Space Cowboy s'est vendu à 1 300 000 exemplaires à travers le monde. Les singles Half the Man et Stillness in Time ont atteint respectivement la 15e et la 9e place au UK Singles Chart, tandis que Space Cowboy et Light Years se sont classés respectivement à la 1re et à la 6e place du classement Billboard Dance aux États-Unis. L'album est réédité en 2013 sous forme remastérisée avec des titres bonus.

## Liste des chansons
Toutes les chansons sont écrites et composées par Jay Kay et Toby Smith, sauf indication contraire.
| 1.    | Just Another Story                   |                             | 8:48 |
| 2.    | Stillness in Time                    |                             | 4:15 |
| 3.    | Half the Man                         |                             | 4:48 |
| 4.    | Light Years                          |                             | 5:53 |
| 5.    | Manifest Destiny                     |                             | 6:19 |
| 6.    | The Kids                             |                             | 5:08 |
| 7.    | Mr Moon                              | Kay, Smith, Stuart Zender   | 5:28 |
| 8.    | Scam                                 | Kay, Zender, Smith          | 7:00 |
| 9.    | Journey to Arnhemland (Instrumental) | Kay, Wallis Buchanan, Smith | 5:19 |
| 10.   | Morning Glory                        | Kay, Zender                 | 6:21 |
| 11.   | Space Cowboy                         | Kay                         | 6:25 |
| 65:44 |                                      |                             |      |

| Édition japonaise – titre bonus | Édition japonaise – titre bonus | Édition japonaise – titre bonus | Édition japonaise – titre bonus | Édition japonaise – titre bonus | Édition japonaise – titre bonus | Édition japonaise – titre bonus | Édition japonaise – titre bonus | Édition japonaise – titre bonus | Édition japonaise – titre bonus |
| No                              | Titre                           | Auteur                          | Durée                           |                                 |                                 |                                 |                                 |                                 |                                 |
| ------------------------------- | ------------------------------- | ------------------------------- | ------------------------------- | ------------------------------- | ------------------------------- | ------------------------------- | ------------------------------- | ------------------------------- | ------------------------------- |
| 12.                             | Space Cowboy (Stoned Again Mix) | Kay                             | 6:32                            |                                 |                                 |                                 |                                 |                                 |                                 |
| 72:16                           |                                 |                                 |                                 |                                 |                                 |                                 |                                 |                                 |                                 |

| Édition américaine – titre bonus | Édition américaine – titre bonus                                      | Édition américaine – titre bonus | Édition américaine – titre bonus | Édition américaine – titre bonus | Édition américaine – titre bonus | Édition américaine – titre bonus | Édition américaine – titre bonus | Édition américaine – titre bonus | Édition américaine – titre bonus |
| No                               | Titre                                                                 | Durée                            |                                  |                                  |                                  |                                  |                                  |                                  |                                  |
| -------------------------------- | --------------------------------------------------------------------- | -------------------------------- | -------------------------------- | -------------------------------- | -------------------------------- | -------------------------------- | -------------------------------- | -------------------------------- | -------------------------------- |
| 12.                              | Light Years (Live at the Theatre Du Moulin, Marseille, December 1994) | 5:53                             |                                  |                                  |                                  |                                  |                                  |                                  |                                  |
| 71:37                            |                                                                       |                                  |                                  |                                  |                                  |                                  |                                  |                                  |                                  |

| 1. | Space Cowboy (Classic Radio) | Kay | 4:00 |

## Personnel
Credits provenant du livret de l'album.
Jamiroquai
- Jay Kay – chant
- Toby Smith – claviers
- Stuart Zender – Guitare basse
- Derrick McKenzie – batterie
- Wallis Buchanan – didgeridoo

Musiciens supplémentaires
- Nick Van Gelder – batterie (piste 6)[5]
- Simon Katz – guitare électrique (4, 7)
- Jeffrey Scantlebury – percussion (9)[5]
- Maurizio Ravalico – percussion
- Gary Barnacle – saxophone (6)
- Richard Edwards – trombone (6)
- John Thirkell – trompette (6)
- Matthew Scrivener – violon
- Iain Mackinnon – violon
- Owen Little – alto
- Robert Bailey – violoncelle
- Colin Davy, Sean Quinn, Komodo, DC Lee – chœurs (1)

Production
- Jay Kay – production, arrangement, ingénieur du son
- Michael Nielsen – ingénieur du son, coproducteur[5]
- Al Stone – enregistrement additionnel (chant), mixage[7]
- Adrian Bushby – ingénieur du son (11)
- Martin Harrison – mixage de Light Years (Live au 'Théâtre du Moulin', Marseille, décembre 1994)
- Creative Hands – conception
- Eddie Monsoon – photographie
- Chris Nash – photographie

## Classements et certifications
| Classement (1994–95)          | Meilleure position |
| ----------------------------- | ------------------ |
| Allemagne (Media Control AG)  | 37                 |
| Australie (ARIA)              | 42                 |
| Autriche (Ö3 Austria Top 40)  | 22                 |
| France (SNEP)                 | 4                  |
| Japon (Oricon)                | 23                 |
| Pays-Bas (Mega Album Top 100) | 37                 |
| Royaume-Uni (UK Albums Chart) | 2                  |
| Royaume-Uni (R&B Albums)      | 1                  |
| Suède (Sverigetopplistan)     | 17                 |
| Suisse (Schweizer Hitparade)  | 9                  |

| Classement (2001) | Position |
| ----------------- | -------- |
| France (SNEP)     | 119      |

| Classement (1994) | Position |
| ----------------- | -------- |
| France (SNEP)     | 35       |
| Royaume-Uni (OCC) | 87       |

### Certifications
| Pays                                                                 | Certification | Unités certifiées |
| -------------------------------------------------------------------- | ------------- | ----------------- |
| France (SNEP)                                                        | Platine       | 300 000*          |
| Japon (RIAJ)                                                         | Platine       | 200 000^          |
| Pays-Bas (NVPI)                                                      | Or            | 50 000^           |
| Royaume-Uni (BPI)                                                    | Platine       | 300 000^          |
| Suisse (IFPI)                                                        | Or            | 25 000^           |
| *Ventes selon la certification ^Mise en rayon selon la certification |               |                   |